# Rachispoda amarilla
Rachispoda amarilla är en tvåvingeart som beskrevs av Wheeler 1995. Rachispoda amarilla ingår i släktet Rachispoda och familjen hoppflugor.
Artens utbredningsområde är Dominikanska republiken. Inga underarter finns listade i Catalogue of Life.